# 幾代通
幾代 通（いくよ とおる、1923年（大正12年）3月30日 - 1991年（平成3年）1月31日）は、日本の法学者。専門は民法。学位は、法学博士（東京大学・論文博士・1962年）。東北大学名誉教授。従三位勲二等。我妻榮門下。弟子に徳本伸一など。

## 来歴
1923年（大正12年）3月30日、福井県福井市に生まれる。1939年（昭和14年）3月、東京府立第一中学校四年修了。1942年（昭和17年）3月、第一高等学校文科甲類卒業、同年4月東京帝国大学法学部法律学科入学。1944年（昭和19年）9月、東京帝国大学法学部法律学科卒業。
第二次世界大戦中は海軍に勤務し、終戦後の1946年（昭和21年）10月東京大学法学部大学院特別研究生となる。1949年（昭和24年）5月14日、名古屋大学法経学部助教授、1950年（昭和25年）4月、同大学法学部助教授、1956年（昭和31年）12月1日同教授。1961年（昭和36年）4月から東北大学法学部教授を併任した。1961年（昭和36年）8月1日、東北大学法学部教授へと配置転換された。1962年（昭和37年）3月、東京大学より法学博士の学位を取得（学位論文｢不動産登記法｣）。1978年（昭和53年）4月、東北大学法学部長。
1986年（昭和61年）3月31日、東北大学を停年退官、同年4月1日同大学名誉教授、上智大学法学部教授。1988年（昭和63年）4月29日、紫綬褒章受章。
1991年（平成3年）1月31日死去。叙従三位勲二等授旭日重光章。

## 人物
民法総則、不法行為、不動産物権変動と登記、その他不動産登記法関連の研究で名高い。穏当で謙虚な人物だったとされ、「この教科書という概念がまた、二〇年間法律教師をやりながら、私にはまだよくわからない」などその著書のはしがきに人物を偲ばされる記述が見受けられる。
取消やこれに準じる無効への民法94条2項の類推適用という法律構成を提唱した。かかる法律構成は、現在は当然のこととなっているが、当時は画期的なことで評価は高い。バランスに富み、精緻な理論に支えられた研究が多い。

## 著書
- 『法律行為の取消と登記』（於保還暦記念論集（上））
- 『民法総則』（青林書院、1969年）
- 『不法行為』（筑摩書房、1977年）
- 『不動産登記法』（有斐閣、1989年）
- 『民法研究ノート（法学教室選書）』（有斐閣、1986年12月）